# Alexander Iljič Lejpunskij
Alexander Iljič Lejpunskij (7. prosince 1903 – 14. srpna 1972) byl ruský fyzik narozený v Polsku.
Narodil se v malé vesnici Dragli v Polsku. V roce 1921 nastoupil na Leningradský Polytechnický Institut, kde roku 1926 promoval. Následně se připojil k Leningradskému Fyzikálně-Technickému Institutu, kde studoval atomové interakce s elektrony a molekulami. V roce 1930 začal výzkum v oblasti jaderné fyziky. Pomáhal organizovat ukrajinský Fyzikálně-technický ústav v Charkově a stal se jeho ředitelem. V roce 1934 byl na rok poslán do Anglie jako hostující vědecký pracovník v Rutherfordově laboratoři. Roku 1941 se stal ředitelem Fyzikálního ústavu Akademie věd UkrSSR, tento post zastával následujících 8 let.
Po válce hrál významnou roli v rozvoji jaderné energie v Sovětském Svazu. Zejména byl průkopníkem ve vývoji sovětské technologie rychlých množivých reaktorů. Roku 1963 získal ocenění Hrdina socialistické práce. Je po něm pojmenován Ústav fyziky A. I. Lejpunského v Obninsku.